# Muchachas de abril (documental)
Muchachas de abril es un documental uruguayo de 2015, dirigido por Ignacio Guichón, sobre el asesinato por parte de militares de Laura Raggio, Diana Maidanik y Silvia Reyes, en la madrugada del 21 de abril de 1974, durante la dictadura cívico-militar, hecho que se conoció como «la masacre de Brazo Oriental».

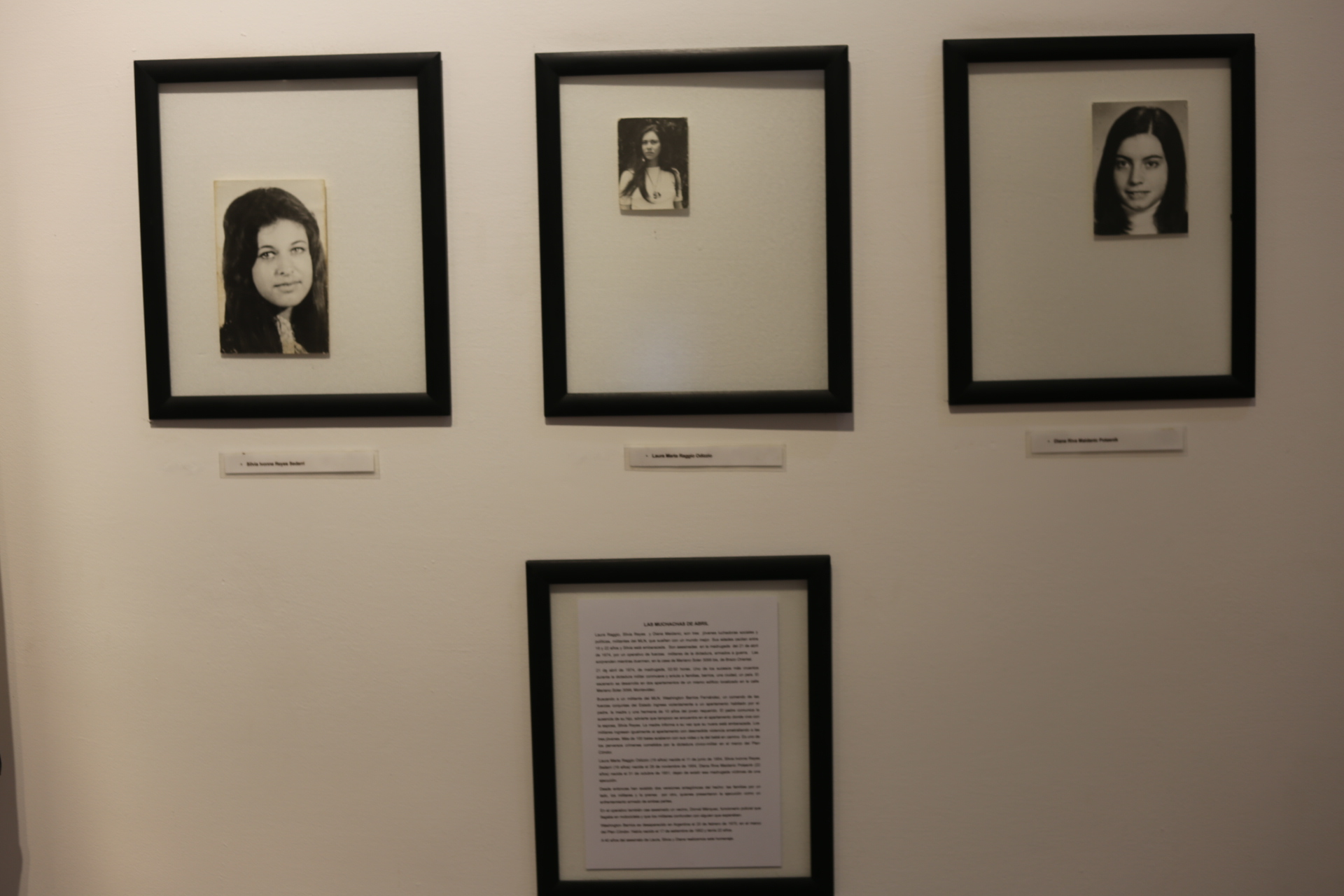
Las «Muchachas de Abril» - Museo de la Memoria